# Calpocalyx le-testui
Espèce
Statut de conservation UICN

 VU D2 : Vulnérable
Calpocalyx le-testui est une espèce de plantes à fleurs du genre Calpocalyx de la famille des Fabaceae.